# خفچه (فیلم ۱۹۱۷)
«خفچه» (انگلیسی: Mayblossom (1917 film)) فیلمی در ژانر رمانتیک به کارگردانی ادوارد ژوزه است که در سال ۱۹۱۷ منتشر شد. از بازیگران آن می‌توان به پرل وایت اشاره کرد.